# Ea (pigenavn)
 For alternative betydninger, se Ea. (Se også artikler, som begynder med Ea)
Ea er et pigenavn der stammer fra latin og betyder hun. Pr. 2021 er der 1860 danskere, der bærer navnet ifølge Danmarks Statistik.

## Navnet anvendt i fiktion
- Ea er en person i Josefine Ottesens børnebog Eventyret om fjeren og rosen.